# Dactylopus dactylopus
Dactylopus dactylopus es una especie de peces de la familia Callionymidae en el orden de los Perciformes.

## Morfología
• Los machos pueden llegar alcanzar los 30 cm de longitud total.

## Hábitat
Es un pez de mar de clima tropical y asociado a los  arrecifes de coral que vive entre 1-55 m  de profundidad.

## Distribución geográfica
Se encuentra desde el Japón hasta el noroeste de Australia.

## Observaciones
Es inofensivo para los humanos